# ألبرت بيرغر
ألبرت بيرغر (بالإنجليزية: Albert Berger)‏ هو منتج أفلام أمريكي، ولد في القرن العشرين في شيكاغو في الولايات المتحدة.

## وصلات خارجية
- ألبرت بيرغر على موقع IMDb (الإنجليزية)
- ألبرت بيرغر على موقع بوكس أوفيس موجو (الإنجليزية)
- ألبرت بيرغر على موقع قاعدة بيانات الفيلم (الإنجليزية)